# فخري العمري
فخري علي محمود العمري (من مواليد مدينة يافا سنة 1936 - توفي 14 يناير 1991)، وكنيته أبو محمد، اغتيل في 1991 في تونس بعد أن تلقي حوالي ثلاثين رصاصة. وهو المسؤول عن عملية اغتيال وصفي التل.

## النشأة
ولد في حي العجمي مدينة يافا عام 1936، درس المرحلة الاساسية والثانوية في غزة، ثم ذهب للعمل في السعودية،  يعود اصله إلى عائلة العمري المعروفة والتي تمتد في ربوع فلسطين والعالم العربي ويرجع في نسبه الي الحفيد السابع للخليفة العادل والصحابي الجليل عمر بن الخطاب (علي بن عليل والموجود صريحه في قرية الحرم (قرب يافا)، حسب وثيقة النسب العمرية المصدقة من الدولة العثمانية. ويقع ترتيبه الثالث بين الإخوة الذكور، حيث يكبره أخيه محمود، وربحي، ويليه كل من شوقي، وفوزي، وأحمد بالإضافة إلى أختين هما فتحية، وانشراح. عمل والده الحاج أبو محمود العمري في تجارة الحمضيات، حيث كان يسكن حي العجمي اليافاوي المعروف ، وترعرع فخري العمري في أسرة مناضلة فوالده كثيرا ما كان يدعم ثورة ال36 وجماعة الشيخ حسن سلامة في منطقة يافا والقرى المحيطة بها.

## الهجرة واللجوء
بعد اندلاع حرب 1948 هاجرت أسرته عبر مرفأ يافا هربا من المجازر الصهيونية واستقر بالأسرة الحال في مدينة بورسعيد المصرية ووجد نفسه في خيمة بالية هو وأسرته في أرض غريبة ينتظرون توزيع الطعام عليهم ، ولم يدم بقائهم كثيرا في هذا المخيم فقد قرر الأب العودة إلى فلسطين مهما كلف الأمر ، حتى تمكنوا جميعا من العودة إلى قطاع غزة، واستقر بهم الحال جميعا في مخيم البريج للاجئين.

## التكوين الفكري والنضالي
بعد استقرار المقام في مخيم البريج، كان لابد من توفير مصدر رزق للأسرة التي فقدت كل ما تملك في يافا، لهذا عمل الأخوان محمود وربحي لتأمين إعاشة الأسرة وتم إلحاق كل من فخري وفوزي وشوقي وأحمد بالمدارس على أن يعمل كل منهم في أي عمل فترة الإجازة الصيفية، ولما كان فخري لديه هواية في الرسم والخط العربي فقد عمل فترات الإجازة في تخطيط اليافطات لواجهات المحلات، وهو ماسا عد الأسرة شيئا ما بالإضافة لعمل إخوته الأمر الذي مكن الأسرة من الانتقال إلى مدينة غزة والسكن في منطقة الصبرة بالقرب من شارع عمر المختار في منزل مستأجر لعائلة الحسيني. في هذه الفترة تشكل الوعي السياسي والنضالي فخري حيث تعرف على صلاح خلف، حيث كان يكبره بثلاثة أعوام، وأصبح من أقرب اصدقائه تلك الصداقة التي دامت عشرات السنين ولمفارقات القدر فقد أبى الصديقين أن يفارق أحدهما الآخر حتى موعدهما مع الموت فقد أثر صلاح خلف في فخري العمري تأثيرا كبيرا فقد أسهم أبو إياد إسهاما كبيرا في نشر الفكر الوطني تمهيدا لتأسيس حركة فتح، كما عمل على استقطاب الشباب الوطني ليكون نواة التأسيس لحركة وطنية فلسطينية خالصة هي حركة فتح. في هذه الفترة تبلور الفكر الثوري لدى فخري العمري الذي كان مولعا أيضا بالرياضة والفتوة الأمر الذي مكنه من تنظيم العديد من الشباب الوطني الباحث عن الحرية، من خلال النوادي الرياضية الذين سيصبحون بعد ذلك نواة الخلايا العسكرية التابعة لفتح في الأراضي المحتلة.

## المشاركة في تأسيس حركة فتح
في عام 1959 انطلق إلى السعودية للإقامة والعمل، ولم ينقطع اتصاله بصلاح خلف الذي انتقل هو الآخر للعمل بالكويت، وحينما تبلورت فكرة فتح تم تكليف أبو محمد بالبدء في تأطير وتنظيم الشباب الفلسطيني لصالح التنظيم الجديد في السعودية، والكويت بعد ذلك إلى أن ترك عمله وتفرغ للعمل والتحضير للانطلاقة الثانية للحركة عام 1967، حيث تم إيفاده للمشاركة في أول دورة أمنية أوفدتها حركة فتح منتصف العام 68 ضمت عشرة من الرعيل الأول المؤسس للمؤسسة العسكرية والأمنية الفلسطينية ، وقد شارك في هذه الدورة فخري العمري، علي حسن سلامة، محمد داود عودة، مجيد الاغا، غازي الحسيني، مهدي بسيسو، نزار عمار، وشوقي المباشر، ومريد الدجاني، حيث تم توزيع عمل هؤلاء القادة الأمنيين فيما بعد تحت مسؤولية كل من أبو عمار وأبو جهاد، وأبو إياد، ومن المعروف أن هذه الدورة تمت في معهد البحوث الاستراتيجية التابع للمخابرات العامة المصرية والمتخصص في تخريج قادة العمل الامني والعسكري ، وبعد الانتهاء من الدورة، والعودة إلى الأردن كان لا بدأ من التحضير لتأسيس جهاز الرصد التابع للثورة الفلسطينية تحت قيادة صلاح خلف فتم تكليف فخري العمري يعاونه أبو داوود بمكافحة التجسس داخل حركة فتح، حيث كلف فخري العمري أبو داوود بالاهتمام بملف كشف العملاء داخل فتح وموافاته بأدق التفاصيل ومن ثم اطلاع صلاح خلف، بينما تفرغ هو لتأسيس وإنشاء الجهاز العسكري الضارب للثورة الفلسطينية وما يتبع ذلك من التدقيق في الاختيار والانتساب والجاهزية والتدريب للعمليات التي سيتم التحضير لها فيما بعد.

## اغتياله
اغتاله الموساد الإسرائيلي على يد العميل لديه «حمزة أبو زيد» بتخطيط وتوجيه من صبري البنا زعيم منظمة أبو نضال في 14 يناير 1991 تونس في عملية طالت أحد مؤسسي حركة تحرير فلسطين (فتح)، وقائد الأجهزة الأمنية الخاصة لمنظمة التحرير الفلسطينية وحركة فتح  ابو اياد والقيادي في حركة فتح هايل عبد الحميد الملقب بأبو الهول حيث كان الثلاثة يعقدون اجتماعا في منزل أبو الهول، حين اقتحم المنزل العميل «حمزة أبو زيد» وكان أحد أفراد طاقم الحراسة للشهيد أبو الهول، وفتح العميل نيران رشاشه وأخذ يطلق النار .